# Women in Uniform
Women in Uniform is een lied van de Australische band Skyhook. Het nummer verscheen in 1978 op Guilty Until Proven Insane, hun vierde album  en werd geschreven door Greg Macainsh, de basgitarist van de band.

## Tracklist
1. "Women in Uniform" (Macainsh)
2. "Don't Take Yur Lurex To The Laundromat"
3. "Do The Hook"

## Iron Maiden
Iron Maidens cover van het lied was de derde single van de band. De single werd uitgebracht op 27 oktober 1980 ter promotie van hun Iron Maiden Tour.

## Tracklist

### Groot-Brittannië
1. "Women in Uniform" (Greg Macainsh) − 3:11
2. "Invasion" (Steve Harris) − 2:39 (7" & 12")
3. "Phantom of the Opera" (live - Marquee Club, Londen, 4 juli 1980) (Steve Harris) − 7:12 (12")

### Duitsland
1. "Women in Uniform" (Greg Macainsh) − 3:11
2. "Drifter" (live - Marquee Club, Londen 3 april 1980) - 6:00
3. "Phantom of the Opera" (Live - Marquee Club, Londen 4 juli 1980) (Steve Harris) − 7:12

## Bezetting
- Paul Di'Anno - zang
- Dave Murray - gitaar
- Dennis Stratton - gitaar
- Steve Harris - basgitaar
- Clive Burr - drums